# FKセヴォイノ
フドバルスキ・クルブ・セヴォイノ（セルビア語: Фудбалски клуб Севојно, セルビア・クロアチア語: Fudbalski klub Sevojno）は、セルビアのウジツェをホームタウンとしていたサッカークラブである。

## 歴史
1950年に創設された。
2008-09シーズンにはセルビア・カップ決勝に進出したがパルチザン・ベオグラードに敗れた。
2010年にFKスロボダ・ウジツェに吸収合併された。

## 歴代所属選手
- ボヤン・イサイロヴィッチ 2005-2006
- ラディヴォイェ・マニッチ 2006-2007
- ニコラ・マクシモヴィッチ 2008-2010